# Вошберн (Северна Дакота)
Вошберн (енгл. Washburn) град је у америчкој савезној држави Северна Дакота.

## Демографија
По попису из 2010. године број становника је 1.246, што је 143 (-10,3%) становника мање него 2000. године.
| Група             | 2000.         | 2010.         |
| Белци             | 1.368 (98,5%) | 1.217 (97,7%) |
| Афроамериканци    | 0 (0,0%)      | 1 (0,1%)      |
| Азијати           | 0 (0,0%)      | 0 (0,0%)      |
| Хиспаноамериканци | 7 (0,5%)      | 14 (1,1%)     |
| Укупно            | 1.389         | 1.246         |